# Gimåt
Gimåt is een plaats in de gemeente Örnsköldsvik in het landschap Ångermanland en de provincie Västernorrlands län in Zweden. De plaats heeft 870 inwoners (2005) en een oppervlakte van 58 hectare. De plaats ligt aan het meer Höglandssjön en wordt door meer van de stad Örnsköldsvik gescheiden, de plaats kan dus ook worden gezien als een stadsdeel van deze stad. De bebouwing in de plaats bestaat vrijwel geheel uit vrijstaande huizen.